# Los otros (película)
Los otros (en inglés: The Others) es una película hispano-estadounidense de 2001 dirigida por el hispano-chileno Alejandro Amenábar y protagonizada por Nicole Kidman, Fionnula Flanagan, Christopher Eccleston, Alakina Mann y James Bentley. Ganó 8 de los 15 Goya a los que estaba nominada, incluyendo mejor sonido, mejor fotografía, mejor dirección y mejor película. Junto a Días contados (1994) y Celda 211 (2009), también con 8 galardones, es la cuarta en la lista de películas más galardonadas en los Goya.

## Argumento

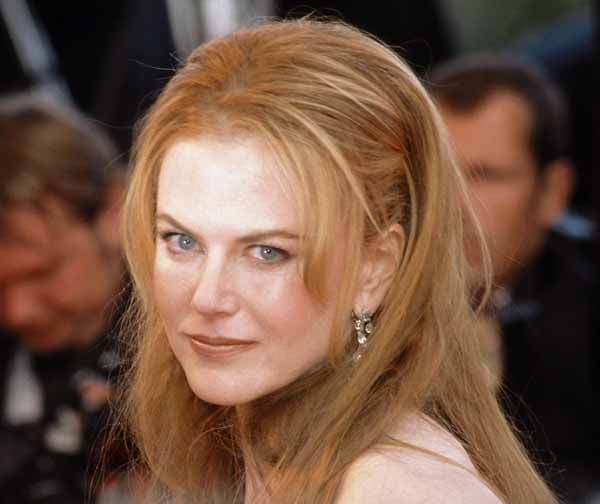
Nicole Kidman en el Festival de Cannes de 2001.

En 1945, al terminar la Segunda Guerra Mundial, Grace (Nicole Kidman) espera el regreso de su esposo, que se encuentra combatiendo en la guerra. Grace es una mujer de fuertes creencias religiosas que vive en una mansión situada en la Isla de Jersey en el Canal de la Mancha, con sus hijos Anne (Alakina Mann) y Nicholas (James Bentley), quienes sufren una extraña enfermedad, denominada fotosensibilidad, que les impide mantener contacto con la luz.
Un día, llegan tres personas solicitando trabajo: la señora Bertha Mills (Fionnula Flanagan), el señor Edmund Tuttle (Eric Sykes), y una joven muda llamada Lydia (Elaine Cassidy). Como ya habían trabajado años atrás en la casa, y ante la necesidad de alguien que se ocupara del trabajo doméstico, Grace acepta contratarlos.
Mientras va enseñando a los nuevos huéspedes la mansión, Grace advierte de las estrictas normas a seguir, especialmente una: todas las habitaciones deben permanecer en penumbra. Para ello, Grace le entrega a la señora Mills un juego de 15 llaves que abren las 50 puertas que hay en la casa. Otra de las normas que han de seguir rigurosamente es la de cerrar las cortinas de las habitaciones, de tal manera que no entre luz, ya que Anne y Nicholas son fotosensibles y podrían llegar incluso a morir por ello.
El día a día en la casa transcurre tranquilamente entre las tareas del hogar y el jardín, y los estudios severamente religiosos que imparte Grace a sus hijos. Entre tanto silencio, Grace se siente temerosa de que cualquier sobresalto pueda afectar a sus hijos, quienes advierten a la madre de que allí viven fantasmas. Tras percibir extraños ruidos y cambios dentro del acomodo de la casa, Grace intenta averiguar lo que ocurre en la mansión.

## Reparto completo
- Nicole Kidman como Grace Stewart
- Alakina Mann como Anne Stewart
- Fionnula Flanagan como Bertha Mills
- James Bentley como Nicholas Stewart
- Eric Sykes como Edmund Tuttle
- Elaine Cassidy como Lydia
- Christopher Eccleston como Charles Stewart
- Renée Asherson como la anciana
- Gordon Reid como el asistente
- Keith Allen  como el Sr. Marlish
- Michelle Fairley como la Sra. Marlish
- Alexander Vince como Victor Marlish
- Ricardo López como el segundo asistente
- Aldo Grilo como el jardinero

## Producción

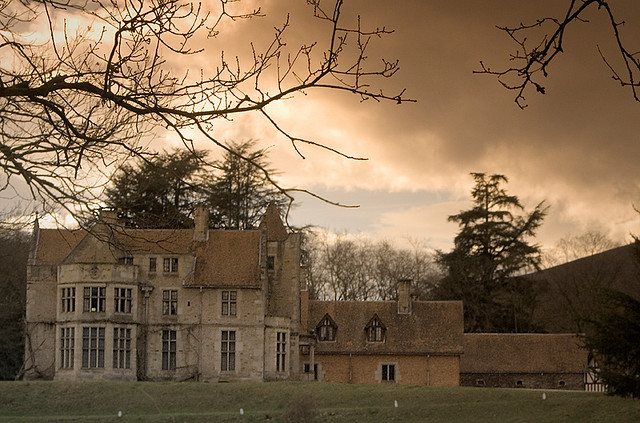
Palacio de los Hornillos, en Las Fraguas (Cantabria), lugar donde se rodaron los exteriores de la película.

Tras ver el segundo filme de Amenábar, Abre los ojos, el actor estadounidense Tom Cruise quedó encantado con la historia, por lo que decidió hacer una nueva versión estadounidense. Cruise le propuso a Aménabar dirigir la adaptación, titulada Vanilla Sky, pero él se negó. Cuando llegó el proyecto de Los otros, Cruise compró los derechos e invitó a Aménabar a dirigir, quien aceptó que Cruise y los hermanos Weinstein de Miramax produjeran su película. Impuso una condición: rodar en España con su equipo, que incluye a Javier Aguirresarobe, cinematógrafo. Las localizaciones elegidas para el rodaje fueron Las Fraguas, en Cantabria, y Madrid.